# Oliver Solberg

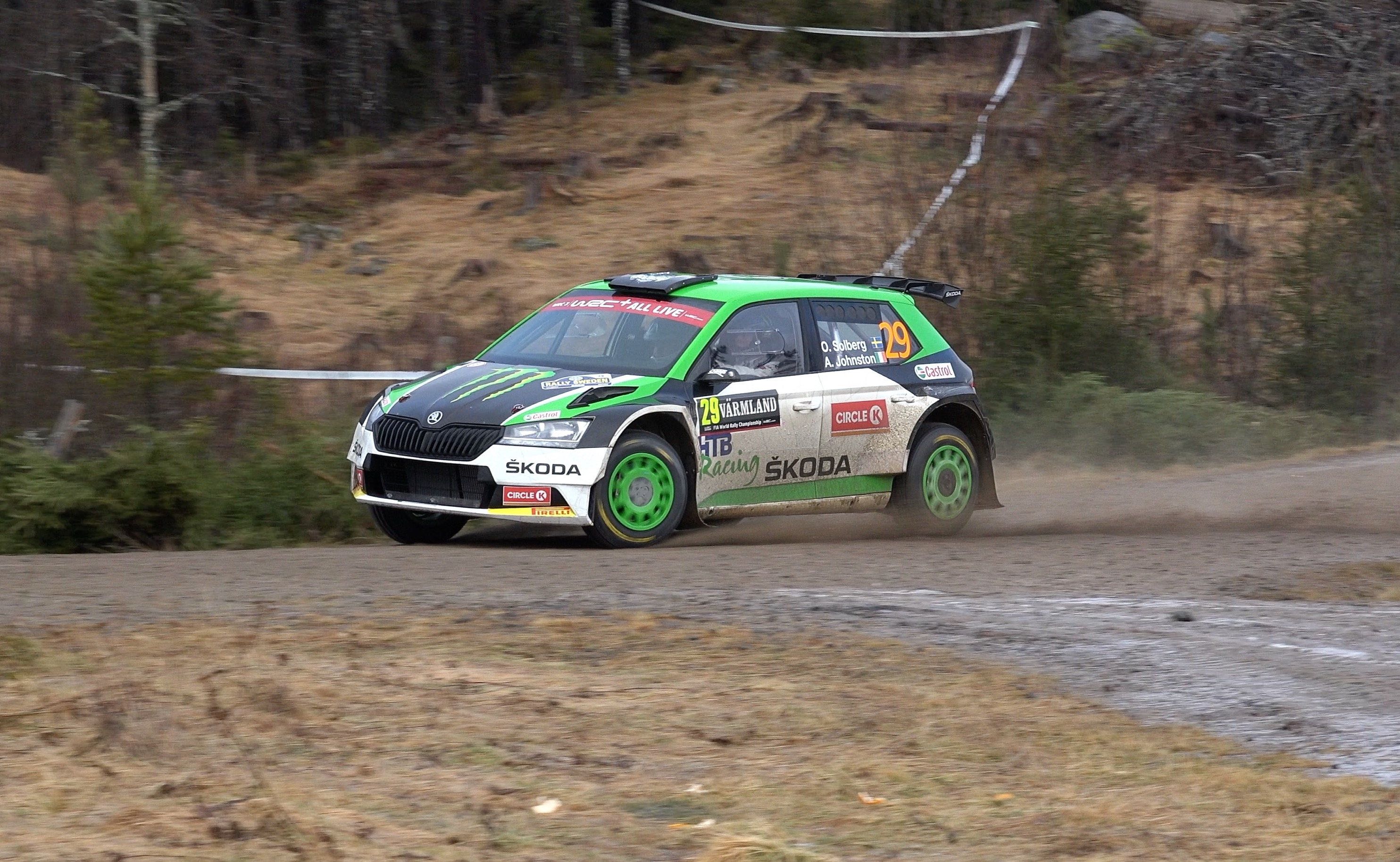
Solberg under Rally Sweden 2020.

Oliver Solberg, född 23 september 2001 i Fredrikstad i Norge, är en svensk-norsk professionell rallyförare som kör en Toyota Yaris Rally2 för Printsport Racing i WRC2.
Solberg tävlade tidigare i WRC3 (för privatförare) i en Volkswagen Polo R5 och i det amerikanska mästerskapet för Subarus fabriksstall, tillsammans med sin nordirländske co-driver Aaron Johnston.
Från och med säsongen 2020 kör han i klassen under huvudklassen i WRC, som fabriksförare för Škoda Motorsport. Škoda har dock officiellt dragit sig ur mästerskapet för fabrikanter (WRC2) och Solberg är därför anmäld i WRC3 (för privatförare), men är i praktiken fabriksförare då Škoda står för både bil och drift. Inför säsongen 2021 engagerades Oliver av Hyundai Motorsport för WRC2, och fick även chansen att köra Hyundai i20 WRC i det finska vinterrallyt där han slutade på sjunde plats. 2022 körde Oliver i högsta klassen WRC, men mot slutet av säsongen aviserade Hyundai att man inte avsåg förlänga avtalet, så Oliver sökte och fick en styrning 2023 hos Toksport som driver Skodas satsning i WRC2.

## Karriär

### Lettland
Oliver Solberg började som 16-åring tävla i rallysprintar i Lettland 2017, där reglerna tillåter att man kan få tävla i rally utan att ha körkort. Hans kartläsare fick köra bilen på transportsträckorna i de fall de gick på allmän väg. År 2019 blev han lettisk mästare tillsammans med Aaron Johnston.

### WRC
Solberg debuterade i WRC under Wales Rally GB 2019 med en Volkswagen Polo R5 i WRC-2 klassen där han vann två sträcksegrar i sin klass innan han bröt på grund av avåkning.

## Privatliv
Oliver Solberg är son till tidigare rallyförarna Petter Solberg från Norge och Pernilla Solberg (f. Walfridsson) från Sverige. Hans farbror är Henning Solberg och hans morfar är Per-Inge Walfridson. Solberg är född i Norge men är svensk medborgare.